# 34284 Seancampbell
2000 QR146 (asteroide 34284) é um asteroide da cintura principal. Possui uma excentricidade de 0.13259090 e uma inclinação de 5.48314º.
Este asteroide foi descoberto no dia 31 de agosto de 2000 por LINEAR em Socorro.